# Mary Churchill
Mary Spencer-Churchill, Lady Soames, née à Chartwell, en Angleterre, le 15 septembre 1922, et morte le 31 mai 2014, est une aristocrate britannique. 

## Biographie
Elle naît Mary Spencer-Churchill, fille cadette de Winston et Clementine Churchill, à Chartwell, manoir que son père venait d'acheter, et grandit à Limpsfield. Elle épouse en 1947 Christopher Soames à l'église St Margaret de Westminster. Celui-ci est notamment ambassadeur du Royaume-Uni en France de 1968 à 1972.
Elle travaille pour la Croix-Rouge et le Women's Voluntary Service entre 1939 et 1941 avant de rejoindre l'Auxiliary Territorial Service (service féminin de l'armée de terre), avec lequel elle officie à Londres, en Belgique et en Allemagne. Elle a aussi accompagné son père dans ses voyages outre-mer comme aide de camp notamment lors de ses rencontres avec Truman et Staline à la conférence de Potsdam en juillet 1945, qu'elle raconte dans ses mémoires parus en 2011.
Elle s'investit dans d'autres organisations comme la Church Army, le Churchill Centre. Elle a aussi présidé le Royal National Theatre. 
Elle publie une biographie de sa mère en 1979, Clementine Churchill, by her Daughter et supervise l'édition de la correspondance de ses parents publiée en 1998, Speaking for Themselves: The Personal Letters of Winston and Clementine Churchill.
Elle donne des conférences et participe à des émissions télévisées sur ses parents.
Elle meurt à Londres le 31 mai 2014,. Ses cendres sont inhumées dans le cimetière paroissial de l'église Saint-Martin de Bladon, dans le carré des Churchill.

## Famille
Avec son mari Christopher Soames, ils ont cinq enfants, le député et ministre Nicholas Soames, la journaliste Emma Soames, Jeremy Soames, Charlotte Peel et l'homme d'affaires Rupert Soames.

## Distinctions
- Dame commandeure de l'Ordre de l'Empire britannique (1978) pour services rendus, notamment en Rhodésie
- Membre de l'Ordre de la Jarretière depuis le 23 avril 2005 et investie le 13 juin